# 심국무
심국무(沈國茂, 1939년 7월 3일~)는 대한민국의 정치인이다. 제12대 국회의원을 지냈다. 본관은 풍산이며, 출생지는 전라북도 임실군이다.

## 학력
- 전주고등학교 졸업
- 성균관대학 경상대학 경제학과 졸업
- 서울대학교 행정대학원 수료

## 경력
- 대한민국의 제12대 국회의원 : 민주정의당(전국구 71번)
- 민주공화당 직능조직국장
- 대한적십자사 회원자문위원
- 공무원ㆍ교원 의료보험관리공단 자문위원
- 민주정의당 정책조정실 부실장
- 신한국당 국책연구원 정책연구실장
- 한국보훈복지공단 감사
- 한국감사협의회 부회장
- 신한국당 임실ㆍ순창지구당 위원장

## 역대 선거 결과
|  | 35.2% |

|  | 34.0% |

|  | 11.76% |